# Farmàcia Bolós
La farmàcia Bolós (antigament Novellas) és un establiment situat a la Rambla de Catalunya, 77 de Barcelona, catalogat com a d'interès (categoria E2).

## Història
Va obrir al públic l'11 de gener de 1902 pel seu fundador, el farmacèutic Antoni Novellas i Roig, que va encarregar-ne la decoració a l'arquitecte Antoni de Falguera i Sivilla, venent-la a Antoni de Bolòs i Vayreda l'any 1927.

## Descripció

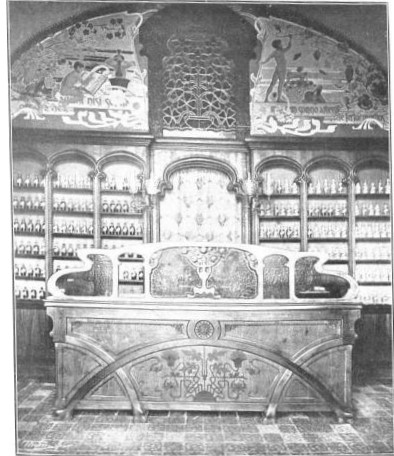
Interior de la farmàcia (1903)

La porta d'accés està formada per tres panells de fusta amb vidre emplomat amb la representació del dibuix d'un taronger i el nom de Novellas. A l'interior, malgrat les reformes, es conserven excel·lentment les vitrines, el taulell de caoba, les pintures murals en els sostres, obra de Lluís Bru i Marcel·lí Gelabert, i els vitralls modernistes de l'època original.